# Tigri Bianche
Le Tigri Bianche  furono una pattuglia acrobatica italiana, attiva dal 1953 al 1956, appartenente al 51º Stormo.
Inizialmente fu chiamate Pattuglia Bellagambi, dal nome del capo pattuglia Mario Bellagambi.
Dopo Bellagambi il capo pattuglia divenne Roberto Di Lollo e la pattuglia prese il nome ufficiale di Tigri Bianche. Sugli aerei venne disegnata una tigre bianca su sfondo celeste.
Gli aerei utilizzati erano i Republic F-84G Thunderjet.
La pattuglia durante le esibizioni era formata da quattro elementi.
Nel 1957 le Tigri Bianche furono sostituite dalla pattuglia Cavallino Rampante. In passato, difatti, il compito di fornire una pattuglia acrobatica nazionale veniva assolto a rotazione da diversi reparti. In seguito venne formato un reparto di volo apposito, il 313º Gruppo Addestramento Acrobatico, che diverrà poi noto come le Frecce Tricolori.
Claudio Vezzi ha narrato la sua esperienza nella pattuglia nel 2015 nel documentario Le Pan prima della Pan.